# Mike Wunderlich
Mike Wunderlich (* 25. März 1986 in Köln) ist ein ehemaliger deutscher Fußballspieler und heutiger -trainer. Zuletzt war er bis Oktober 2024 Cheftrainer des SV Bergisch Gladbach 09.

## Karriere

### Fußballspieler
In seiner Jugend spielte Wunderlich bei mehreren Kölner Vereinen sowie acht Jahre in der Jugend von Bayer 04 Leverkusen. 2005 wechselte er dann in die zweite Mannschaft des 1. FC Köln und drei Jahre später zu Rot-Weiss Essen. Für die Essener absolvierte Wunderlich insgesamt 46 Ligaspiele in der Regionalliga West, in denen er 12 Tore erzielte. Im Sommer 2010 bekundete der Zweitligist FSV Frankfurt Interesse an dem offensiven Mittelfeldspieler und so folgte er zur Saison 2010/11 seinem ehemaligen RWE-Mitspieler Sascha Mölders zu den Hessen.
Wunderlich absolvierte am 20. August 2010 sein erstes Spiel in der 2. Bundesliga gegen Arminia Bielefeld, eine Woche zuvor hatte er im DFB-Pokal gegen den SC Paderborn sein erstes Pflichtspiel für den FSV bestritten. Er erspielte sich unter Trainer Hans-Jürgen Boysen auf Anhieb einen Stammplatz im zentralen Mittelfeld, wo er gemeinsam mit Jürgen Gjasula die Schaltzentrale der Bornheimer bildete. Beim Auswärtsspiel in Karlsruhe am 6. Spieltag erzielte Wunderlich seinen ersten Zweitligatreffer, im weiteren Verlauf der Spielzeit kam er auf fünf Tore. In der Schlussphase der Saison machte ihm eine Krankheit zu schaffen, so dass er in den letzten fünf Spielen der Runde ausfiel.
Zur Saison 2011/12 wurde er an seinen Jugendverein Viktoria Köln, ausgeliehen, wo sein Vater Franz Wunderlich als Sportdirektor tätig ist. Als Grund für den Wechsel in die fünftklassige NRW-Liga nannte der FSV Frankfurt, dass Wunderlich am Burnout-Syndrom leide. Der Spieler wolle in Köln in vertrauter Umgebung „in Ruhe einen neuen Anfang suchen.“ Bis zur Winterpause kam er 17-mal zum Einsatz und erzielte 15 Tore. In der Winterpause kehrte Wunderlich zunächst auf eigenen Wunsch zum FSV zurück, erlitt jedoch einen Rückfall und wurde bis zum Saisonende erneut an Viktoria Köln ausgeliehen. Am Saisonende wurde er mit 32 Toren in 34 Spielen Torschützenkönig der NRW-Liga und stieg mit der Mannschaft als Meister in die Regionalliga West auf. Zur Saison 2012/13 wurde er schließlich fest verpflichtet und mit einem Einjahresvertrag ausgestattet. Das erste Regionalligajahr beendete die Viktoria nach einer überragenden Hinrunde, in der man an 17 von 19 Spieltagen Tabellenführer war, auf dem sechsten Tabellenrang. Wunderlich war mit 16 Saisontreffern erneut bester Kölner Torschütze. In den Folgejahren spielte Wunderlich mit Viktoria Köln regelmäßig um den Aufstieg mit. Besonders erfolgreich war die Saison 2016/17, in der Wunderlich mit 29 Treffern Torschützenkönig und Viktoria Meister wurde. Allerdings scheiterte der Verein im Anschluss in der Relegation gegen den FC Carl Zeiss Jena, nachdem Wunderlich im Hinspiel die rote Karte gesehen hatte.  In der Saison 2018/19 wurde Wunderlich mit Viktoria erneut Meister der Regionalliga und stieg in die 3. Liga auf. Wunderlich verpasste aufgrund einer Verletzung und einer längeren Sperre einen großen Teil der Saison, steuerte aber in 16 Einsätzen 10 Tore bei und war damit zweitbester Torschütze seines Teams.
Zur Saison 2021/22 schloss sich Wunderlich dem Drittligakonkurrenten 1. FC Kaiserslautern an. Er verpasste im Saisonverlauf nur ein Spiel, erzielte sieben Tore und sieben Vorlagen und stieg mit dem Verein nach einem dritten Platz in der Abschlusstabelle mit einem 2:0-Sieg im Relegations-Rückspiel gegen Dynamo Dresden in die 2. Bundesliga auf. Beim Saisonauftakt in der 2. Bundesliga erzielte Wunderlich das Tor zum 1:0 gegen Hannover 96 und wurde mit 36 Jahren und 112 Tagen ältester Zweitliga-Torschütze des FCK. Bis zur Winterpause wurde er in 15 von 17 Spielen eingesetzt, stand 8-mal in der Startelf und erzielte 4 Tore. Seinen Stammplatz verlor er im Verlauf der Hinrunde allerdings an den Neuzugang Philipp Klement.
Zum 1. Januar 2023 kehrte Wunderlich zum FC Viktoria Köln zurück, um in seinem letzten Halbjahr als Profi noch einmal mehr Spielpraxis zu erhalten. Nach dem Finalspiel des Mittelrheinpokals gegen den 1. FC Düren und seinem Abschiedsspiel gegen den 1. FC Kaiserslautern am 8. September 2023 (dies war sein 630. Spiel) beendete er seine Karriere.

### Trainer
Der Mittelrheinligist Bergisch Gladbach 09 verkündete Ende März 2023 die Verpflichtung von Wunderlich als Cheftrainer zur Saison 2023/24. Am 14. Oktober 2024 trat Wunderlich vom Trainer-Amt beim Mittelrheinligisten zurück.
Zur Saison 2025/26 wird Wunderlich Cheftrainer beim Ahrweiler BC, dort unterschrieb er im Januar 2025 einen Vertrag bis 2027. Zusätzlich gab der Icon League Club B2B United am 14. Januar 2025, über Instagram, die Verpflichtung von Wunderlich als Coach für die zweite Saison der Hallenfußball-Liga bekannt.

## Auszeichnungen
Im Oktober 2012 wurde Wunderlich für sein vorbildliches Verhalten mit der DFB-Medaille Fair ist mehr ausgezeichnet. Er hatte im Spiel seines Klubs Viktoria Köln gegen den KFC Uerdingen 05 (25. April 2012) beim Spielstand von 2:3 seine Mannschaftskollegen aufgefordert, einen Freistoß ohne Gegenwehr ins Tor schießen zu lassen, nachdem ein Auswechselspieler seiner Mannschaft ein sicheres Gegentor verhindert hatte.

## Erfolge
Vereine
- Aufstieg in die 2. Bundesliga: 2022
- Aufstieg in die 3. Liga: 2019
- Meister der Regionalliga West: 2017, 2019
- Meister der NRW-Liga und Aufstieg in die Regionalliga West: 2012
- Mittelrheinpokalsieger: 2014, 2015, 2016, 2018, 2021, 2023

Individuell
- Torschützenkönig der Regionalliga West: 2017
- Torschützenkönig der NRW-Liga: 2012

## Sonstiges
Privat
Wunderlich ist verheiratet und hat zwei Söhne, Fabrice und Luca.
Sein Vater ist der ehemalige Fußballspieler und -funktionär Franz Wunderlich.